# Échelle de Hamilton-Norwood

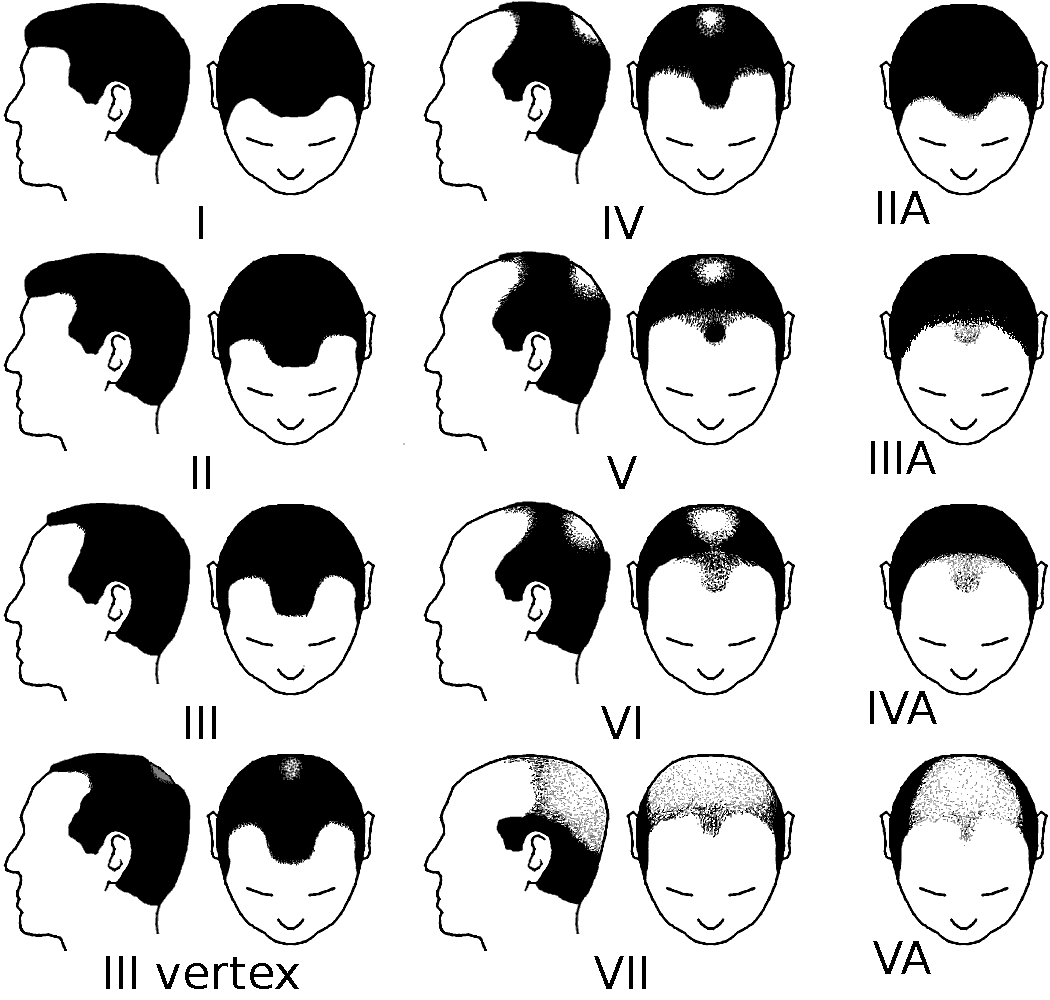
Une partie du système de classification de Hamilton-Norwood.

La progression de l'alopécie masculine est généralement classée sur l'échelle de Hamilton-Norwood, graduée des stades I à VII.
Cette échelle de mesure a été introduite par James Hamilton dans les années 1950 et plus tard été révisée et mise à jour par O'Tar Norwood dans les années 1970. Elle est parfois appelée échelle de Norwood–Hamilton ou tout simplement échelle de Norwood.